# Любов завинаги (филм, 1959)
„Любов завинаги“ (на арабски: حب إلى الأبد‎) е египетска криминална драма от 1959 година на режисьора Юсеф Шахин с участието на Махмуд Ел Мелигуй, Надя Лутфи и Ахмед Рамзи.